# I pantaloni sbagliati
I pantaloni sbagliati (The Wrong Trousers) è un cortometraggio d'animazione televisivo del 1993 co-sceneggiato e diretto da Nick Park. È il secondo corto in claymation con protagonista il duo Wallace & Gromit, dopo Una fantastica gita. Prodotto dalla Aardman Animations in associazione con BBC Bristol, Wallace and Gromit Ltd., BBC Lionheart Television e BBC Children's International, il corto fu proiettato fuori concorso alla 50ª Mostra internazionale d'arte cinematografica di Venezia il 4 settembre 1993 e trasmesso nel Regno Unito su BBC Two il 26 dicembre dello stesso anno. Il film vinse l'Oscar al miglior cortometraggio d'animazione ai premi Oscar 1994.
Nel 2024 ha avuto un sequel cinematografico: Wallace e Gromit - Le piume della vendetta.

## Trama
Per il compleanno di Gromit, Wallace gli regala dei "tecno pantaloni" che lo portino a fare passeggiate; tuttavia, il regalo manda l'inventore sul lastrico, per cui egli decide di affittare la camera da letto libera a un pinguino, il quale fa amicizia con Wallace e si prende invece la camera di Gromit, che esaspera fino a spingerlo ad abbandonare la casa. A questo punto, il pinguino modifica segretamente i pantaloni in modo da poterli controllare con un telecomando. Il giorno dopo, Gromit si rende conto che il pinguino è in realtà un criminale ricercato che si traveste da pollo (con un semplice guanto di gomma rosso), Feathers McGraw.
Feathers costringe Wallace a indossare i tecno pantaloni e lo manda a fare un giro di prova per la città, portandolo allo stremo delle forze e facendolo addormentare. Più tardi, Gromit spia Feathers mentre prende le misure del museo cittadino e scopre i piani di Feathers per rubare un diamante dal museo. Mentre Wallace dorme, Feathers lo porta al museo e usa i pantaloni per farlo entrare nell'edificio. Il criminale usa un artiglio di gru telecomandato, contenuto in un elmo che ha fatto indossare a Wallace, per prendere il diamante, ma non appena lo ottiene fa scattare accidentalmente l'allarme, che fa svegliare Wallace; Feathers lo riporta a casa e intrappola lui e Gromit in un armadio.
Gromit manomette i pantaloni per aprire l'armadio e insieme a Wallace insegue Feathers a bordo del trenino. Wallace disarma Feathers e si libera dai pantaloni, che però continuano a muoversi automaticamente, e fanno schiantare il trenino, permettendo a Gromit di catturare Feathers in una bottiglia di latte vuota. La polizia imprigiona Feathers McGraw nello zoo della città, mentre Wallace e Gromit pagano i loro debiti con i soldi della ricompensa e i tecno pantaloni se ne vanno verso il tramonto.

## Distribuzione

### Edizione italiana
I pantaloni sbagliati fu doppiato in italiano per la prima volta in occasione della trasmissione su TSI 1 nel febbraio 1995, all'interno del programma Telecicova. Questa edizione, poi utilizzata anche per l'inclusione nella raccolta home video del 2001 Le incredibili avventure di Wallace & Gromit, è caratterizzata da alcuni fuori sincrono nel doppiaggio e dall'utilizzo del franco svizzero come valuta per il canone di locazione. L'8 giugno dello stesso anno il cortometraggio fu distribuito nei cinema italiani dalla IMC come parte del programma Wallace & Gromit ed altre storie (composto da altri sei corti della Aardman). Per l'occasione ne fu realizzato un ridoppiaggio, eseguito a Roma. In occasione della trasmissione su Italia 1 la sera di Natale del 1999, il corto fu ulteriormente ridoppiato dalla Videodelta, sotto la direzione di Santo Versace su dialoghi di Lucio J. Fois; in questa edizione Wallace è doppiato da Mario Brusa.

### Edizioni home video
Nel Regno Unito il film fu distribuito in VHS nel 1994 dalla BBC Video e in DVD-Video nel 2000 dalla BBC Worldwide nella raccolta Wallace and Gromit: 3 Cracking Adventures insieme agli altri due corti. Il 2 novembre 2009 fu pubblicato in DVD e Blu-ray Disc dalla 2 Entertain Video nella raccolta Wallace & Gromit: The Complete Collection, insieme agli altri tre corti.
In Italia il corto fu distribuito in VHS dalla BMG Video nel 1995, sia abbinato a Una fantastica gita per il noleggio sia singolarmente per la vendita. L'11 ottobre 2001 fu distribuito in VHS e DVD dalla Universal Pictures nella raccolta Le incredibili avventure di Wallace & Gromit, insieme agli altri due corti; in questa raccolta il corto è presentato col primo doppiaggio e senza sottotitoli in italiano. Il 22 luglio 2009 fu distribuito in DVD dalla Dall'Angelo Pictures, insieme al corto precedente e al successivo, nella raccolta Wallace & Gromit – Inizia l’avventura!; qui il corto è presentato col terzo doppiaggio, e i sottotitoli sono trascritti da quest'ultimo.

## Accoglienza
Il sito Rotten Tomatoes ha raccolto 28 recensioni del corto, tutte positive, con un voto medio di 9,1/10. Il consenso della critica recita: "Un'accattivante e meticolosa vetrina di animazione a passo uno, I pantaloni sbagliati fa anche ridere a crepapelle". Nel 2011 si classificò al 18º posto nella BFI TV 100, la classifica dei migliori programmi televisivi britannici secondo il British Film Institute. Durante un'intervista del 2016 condotta da The Hollywood Reporter a una tavola rotonda di registi, il regista statunitense David O. Russell citò la sequenza culminante del treno come un'influenza sulla sua regia dell'azione in Three Kings (1999); il regista britannico Danny Boyle la definì "una delle più grandi sequenze d'azione che abbia mai visto". Nel 2024 Michael Hogan elesse Feathers McGraw come miglior cattivo della TV per bambini in una classifica per The Guardian, scrivendo: "Il fatto che sia muto e con occhietti inespressivi lo rende solo più terrificante".

## Riconoscimenti

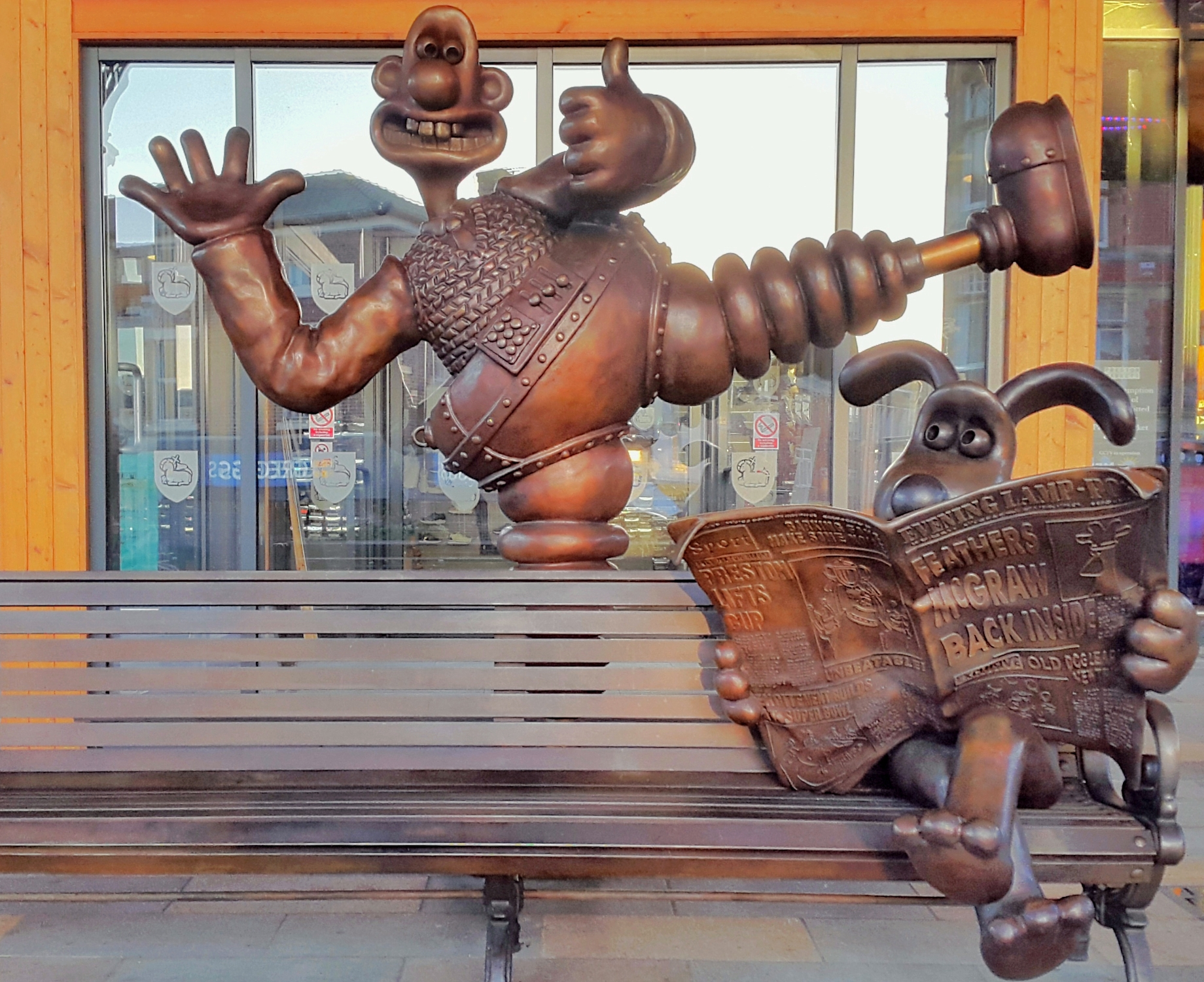
Statua in bronzo ispirata al film a Preston

Tutti i premi sono stati assegnati a Nick Park
- 1994 – Premio Oscar[12]
  - Miglior cortometraggio d'animazione
- 1994 – British Academy Film Awards[13]
  - Miglior cortometraggio d'animazione
- 1994 – Festival international du court métrage de Clermont-Ferrand
  - Premio del pubblico
  - Premio della stampa
  - Menzione speciale della giuria
- 1995 – Odense International Film Festival
  - Candidatura al premio giovani
- 1994 – Seattle International Film Festival
  - Golden Space Needle Award al miglior cortometraggio
- 1994 – Tampere Film Festival
  - Grand Prix
- 1993 – Semana Internacional de Cine de Valladolid
  - Premio speciale della giuria
- 1994 – Animafest Zagreb
  - Grand Prize
- 1994 – Cartoon Forum
  - Cartoon d'Or
- 1994 – Ottawa International Animation Festival
  - Grand Prize
  - Premio del pubblico
- 1994 – Hiroshima International Animation Festival
  - Premio del festival